# Programa Hitchhiker

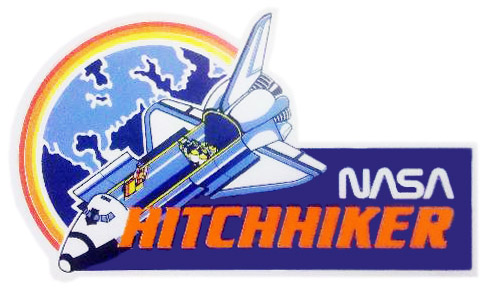
Selo do Programa Hitchhiker.

O Programa Hitchhiker foi um programa espacial desenvolvido pela NASA criado em 1984 e era administrado pelo Goddard Space Flight Center (GSFC) e pelo Marshall Space Flight Center (MSFC). O programa foi projetado para permitir experimentos reativas de baixo custo e rápido para ser colocado a bordo do ônibus espacial. O programa foi interrompido após o fracasso da missão espacial STS-107.

## Ligações Externas
- Hitchhiker Website (arquivo)
- studied the critical viscosity of Xenon-a gas used in flash lamps and ion rocket engines